# Hřbet Alpha

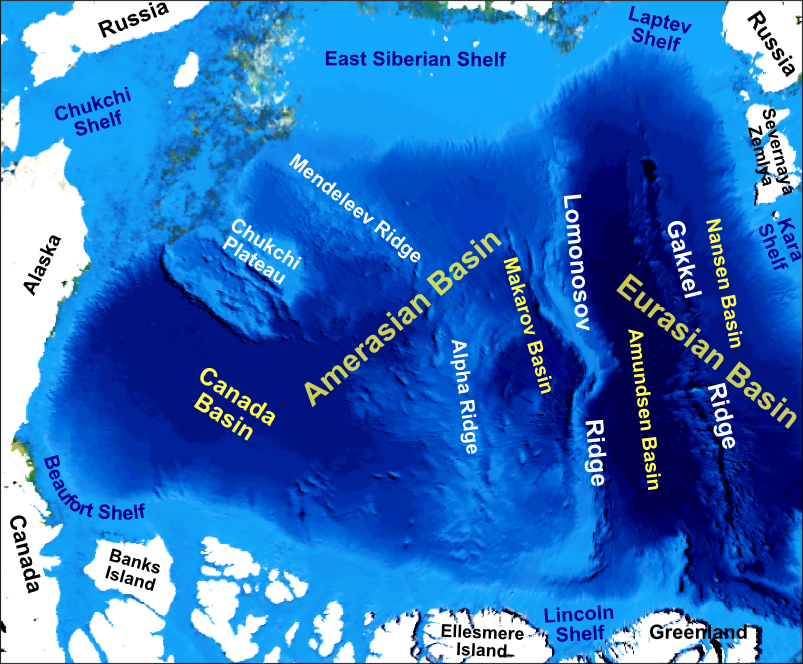
Poloha hřbetu Alpha v Severním ledovém oceánu

Hřbet Alpha je podvodní oceánský hřbet v Severním ledovém oceánu. Táhne se od Mendělejevova hřbetu, na který navazuje v centrální části oceánu, směrem k Ellesmerovu ostrovu. Ve směru kolmém na tento směr leží mezi Kanadskou pánví a Lomonosovovým hřbetem. Objeven byl v roce 1963. Na hřbet a přilehlé okolí si dělá kvůli velkému nerostnému bohatství, které je díky globálnímu oteplování stále dostupnější, nárok především Kanada.